# Labrichthys
Labrichthys  es un género de peces de la familia de los Labridae y del orden de los Perciformes.

## Especies
De acuerdo con FishBase:
- Labrichthys unilineatus (Guichenot, 1847)